# Lucio Bardi
Lucio Bardi (Milano, 13 novembre 1958) è un chitarrista italiano.

## Biografia
È figlio del pittore Mario Bardi e fratello della cantante e attrice Donatella Bardi, scomparsa nel 1999.
Inizia a suonare la chitarra come autodidatta e agli inizi degli anni sessanta accompagnando la sorella Donatella Bardi sia dal vivo sia nel suo album in studio A puddara è un vulcano del 1975;
Comincia a suonare con Eugenio Finardi e ad Alberto Camerini e Donatella Bardi, sia in studio che in tournée.
Con Donatella Bardi, nel 1974 incontra Edoardo Bennato, suonando insieme a Donatella e ad Eugenio Finardi ad una festa giovanile a Catania, per Radio CTA, organizzata da quest'ultima e da Andrea Valcarenghi di Re Nudo e inizia a collaborare nelle sue tournée e alle registrazioni dei suoi dischi dal 1975 al 1985. Inoltre collabora anche con altri artisti, come per la tournée di Roberto Vecchioni del 1976 e quella di Marcella Bella del 1988. Nel 1988 inizia la collaborazione con Francesco De Gregori, con il quale partecipa ai dischi e alle tournée (con una interruzione dal '93 alla fine del 2001) da quell'anno fino al 2017.
Seguono partecipazioni discografiche e in tour, con Luca Barbarossa e altri... Dopo aver lavorato con molti altri artisti e gruppi musicali, nel 1991 fonda, con la sorella Donatella Bardi e con Francesco Mazza, gli Ensemble. Nel 1994, partecipa, con la band di Francesco De Gregori, l'album di suo fratello, il cantautore Luigi Grechi De Gregori,: "Girardengo e altre storie", con la produzione del chitarrista Vincenzo Mancuso. Dal 1995 partecipa ai tour di Fiorella Mannoia da cui viene ricavato, dal tour del 1998 l'album dal vivo Certe piccole voci. Nel 1999 è nuovamente in tour con Roberto Vecchioni dove viene ricavato l'album dal vivoCanzoni e cicogne. La fine del 2001 segna il ritorno nel gruppo di Francesco De Gregori dove rimane fino alla primavera del 2017.
Insegna chitarra d'accompagnamento a Milano, dal 1983 al 2014, privatamente e in diverse scuole private di musica.

## Partecipazioni
- 1975: Donatella Bardi - A puddara è un vulcano
- 1975: Edoardo Bennato - Io che non sono l'imperatore
- 1975: Eugenio Finardi - Non gettate alcun oggetto dai finestrini
- 1976: Alberto Camerini - Cenerentola e il pane quotidiano
- 1976: Eugenio Finardi - Sugo
- 1977: Eugenio Finardi - Diesel
- 1980: Edoardo Bennato - Uffà! Uffà!
- 1980: Edoardo Bennato - Sono solo canzonette
- 1981: Anyway Blues - Anyway Blues
- 1982: singolo di Edoardo Bennato - Nisida/‘A freva a quaranta
- 1983: Edoardo Bennato - È arrivato un bastimento
- 1984: Anyway Blues - Hellzapopping: colonna sonora, Teatro dell’Elfo di Milano, regìa di Gabriele Salvatores
- 1984: Edoardo Bennato - È goal
- 1987: Max Meazza - Only Angels Have Wings
- 1990: Francesco De Gregori - trittico live: Catcher in the sky, Niente da capire, Musica leggera
- 1990: Edoardo Bennato - Edo Rinnegato
- 1990: Patty Pravo - Pazza idea, eccetera eccetera
- 1992: Francesco De Gregori - Canzoni d'amore
- 1992: Edoardo Bennato - Il paese dei balocchi
- 1993: Gatto Panceri - Succede a chi ci crede
- 1993: Francesco De Gregori - Il bandito e il campione
- 1994: Francesco De Gregori - live: Bootleg
- 1994: Luigi Grechi - Girardengo e altre storie
- 1996: Ivano Fossati - Macramè
- 1998: Fiorella Mannoia - Certe piccole voci
- 1998: Roberto Vecchioni - Canzoni & Cicogne
- 2002: Roberto Vecchioni - Il lanciatore di coltelli
- 2002: De Gregori, Daniele, Mannoia, Ron - live: In Tour
- 2003: Francesco De Gregori - Mix
- 2003: Francesco De Gregori e Giovanna Marini - Buongiorno & buonasera
- 2006: Francesco De Gregori - Calypsos
- 2006: Max Meazza - West Coast Hotel
- 2007: Francesco De Gregori - Left & Right
- 2008: Francesco De Gregori - Per brevità chiamato artista
- 2012: Francesco De Gregori - Sulla strada
- 2012: Francesco De Gregori - Pubs and Clubs
- 2014: Francesco De Gregori - Vivavoce
- 2014: Erri De Luca, Nicki Nicolai, Stefano Di Battista - La musica provata
- 2015: Francesco De Gregori - De Gregori canta Bob Dylan - Amore e furto
- 2017: Francesco De Gregori - live: Sotto il vulcano